# Metropolia białostocka
Metropolia Białostocka – jedna z 14 metropolii obrządku łacińskiego w polskim Kościele katolickim. Ustanowiona 25 marca 1992 bullą „Totus Tuus Poloniae Populus” przez Jana Pawła II.

## Diecezje wchodzące w skład metropolii
Źródło:
- Archidiecezja białostocka
- Diecezja łomżyńska
- Diecezja drohiczyńska

## Biskupi metropolii

### Biskupi diecezjalni
- Metropolita: ks. abp Józef Guzdek (od 2021) (Białystok)
- Sufragan: ks. bp Janusz Stepnowski (od 2011) (Łomża)
- Sufragan: ks. bp Piotr Sawczuk (od 2019) (Drohiczyn)

### Biskupi pomocniczy
- ks. bp Henryk Ciereszko (od 2012) (Białystok)
- ks. bp Tadeusz Bronakowski (od 2006) (Łomża)

### Biskupi seniorzy
- ks. bp Antoni Dydycz OFMCap. (od 2014) (Drohiczyn)
- ks. bp Tadeusz Pikus (od 2019) (Drohiczyn)

### Biskup rezydent
- ks. abp Sławoj Leszek Głódź (od 2021) (Bobrówka)

## Metropolici
- 1992–1993: abp Edward Kisiel
- 1993–2000: abp Stanisław Szymecki
- 2000–2006: abp Wojciech Ziemba
- 2006–2017: abp Edward Ozorowski
- 2017–2021: abp Tadeusz Wojda SAC
- od 2021: abp Józef Guzdek

## Główne świątynie
- Archikatedra w Białymstoku
- Katedra w Łomży
- Katedra w Drohiczynie